# Moa Hjelmer

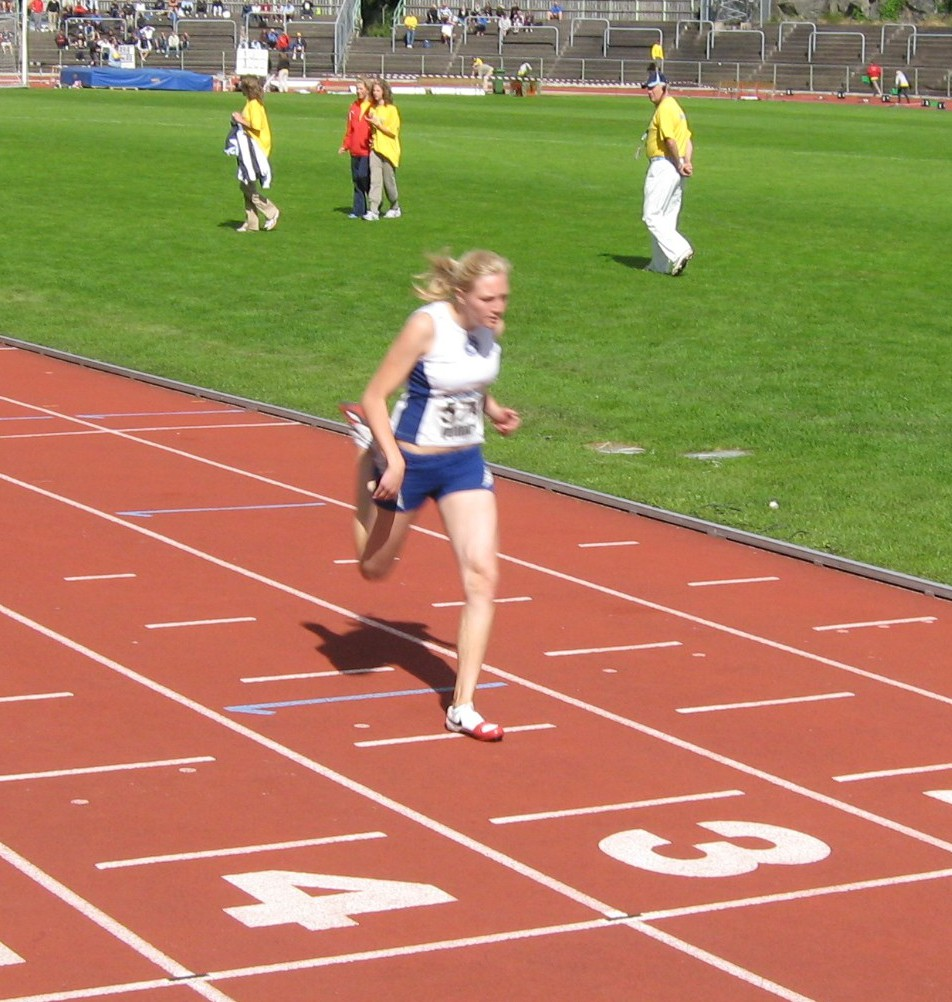
Moa Hjelmer, Siegerin bei den Schwedischen Jugendmeisterschaften in Uddevalla 2007

Moa Hjelmer (* 19. Juni 1990 in Stockholm) ist eine schwedische Leichtathletin, die sich auf den 200- und 400-Meter-Lauf spezialisiert hat.
Hjelmer lief bei den Leichtathletik-Europameisterschaften 2010 in Barcelona in der schwedischen 4-mal-100-Meter-Staffel, die den siebten Platz erreichte. Bei den Leichtathletik-U23-Europameisterschaften 2011 in Ostrava gewann sie die Silbermedaille über 200 Meter. Am 13. August 2011 stellte sie mit 51,58 s einen neuen schwedischen Rekord im 400-Meter-Lauf auf und unterbot damit den bisherigen Rekord von Ann-Louise Skoglund von 1986 um elf Hundertstelsekunden. Über dieselbe Distanz erreichte sie bei den Leichtathletik-Weltmeisterschaften in Daegu die Halbfinalrunde, während sie im 200-Meter-Lauf bereits im Vorlauf ausschied. Bei den Europameisterschaften 2012 in Helsinki gewann Moa Hjelmer die Goldmedaille über 400 Meter. Dabei verbesserte sie mit 51,13 s ihren eigenen schwedischen Landesrekord. In London war für sie jedoch bei den Olympischen Spielen bereits in der 1. Runde Endstation.
Mit der 4-mal-100-Meter-Staffel ihres Vereins Spårvägens FK (Gladys Bamane, Nuulu Ndiwabene, Erica Jarder, Moa Hjelmer) wurde sie 2013 in Stockholm in 45,82 s schwedische Meisterin.
Im März 2013 gewann sie bei den Leichtathletik-Halleneuropameisterschaften 2013 im schwedischen Göteborg die Bronzemedaille im 400-Meter-Lauf.
In der Qualifikation zur Leichtathletik-Weltmeisterschaften 2013 ist sie – wie später auch Emma Green Tregaro – mit regenbogenfarbenen Fingernägeln an den Start gegangen, um gegen die umstrittene Gesetzgebung gegen Homosexuelle in Russland zu protestieren.